# Municipio de Moore (condado de Shannon)
El municipio de Moore (en inglés: Moore Township) es un municipio ubicado en el condado de Shannon en el estado estadounidense de Misuri. En el año 2010 tenía una población de 149 habitantes y una densidad poblacional de 0,67 personas por km².

## Geografía
El municipio de Moore se encuentra ubicado en las coordenadas 37°20′41″N 91°14′59″O / 37.34472, -91.24972. Según la Oficina del Censo de los Estados Unidos, el municipio tiene una superficie total de 221.51 km², de la cual 221,43 km² corresponden a tierra firme y (0,04 %) 0,08 km² es agua.

## Demografía
Según el censo de 2010, había 149 personas residiendo en el municipio de Moore. La densidad de población era de 0,67 hab./km². De los 149 habitantes, el municipio de Moore estaba compuesto por el 91,95 % blancos, el 1,34 % eran amerindios, el 1,34 % eran asiáticos y el 5,37 % eran de una mezcla de razas. Del total de la población el 6,71 % eran hispanos o latinos de cualquier raza.